# Philippe Joudiou
Philippe Joudiou, né le 18 novembre 1922 à Croix et mort le 23 mars 2008 à Paris 14e) est un photographe, auteur et illustrateur français.

## Biographie
Après des études artistiques, Philippe Joudiou entreprend à 25 ans, en 1947, un voyage vers l'Inde, avec l'espoir de rencontrer Gandhi, à la suite du poète et philosophe italien Lanza del Vasto. Ce premier voyage initiatique le conduit, entre octobre 1947 et décembre 1948, à parcourir l'Italie, la Grèce, la Palestine, le Liban, l'Égypte, le golfe d'Aden, Sri Lanka et enfin l'Inde, puis le Cambodge, l'Indochine et Hong-Kong. Il en rapporte des centaines de clichés en noir et blanc et des notes de voyage.
Ce périple réalisé dans le plus grand dénuement possible lui fait découvrir la diversité des civilisations et notamment des spiritualités orientales.
Deux ans plus tard, c'est au Sahara qu'il se rend, reliant de mars à septembre 1950 Alger à Douala en passant par le Niger et séjournant plusieurs mois dans le nord du Cameroun.
Plus tard, il illustrera notamment des ouvrages religieux et/ou destinés à la jeunesse.
À partir des années 2000 sont publiés deux ouvrages composés de notes de terrain, de photographies et de croquis relatant les deux grands voyages de sa jeunesse : en 2006, son premier carnet de voyage, Alger-Douala puis, en 2015, Paris-Assise-Bénarès.
Sa fille, Anne Joudiou, est également photographe et illustratrice.
Il est inhumé au cimetière du Montparnasse (division 4).

## Expositions
- Printemps 2006, exposition galerie "Dupif", Paris
- Hiver 2007, exposition Fnac Ternes, Paris
- Mai 2008, exposition au Centre Iris, Paris[5]
- Septembre 2015, exposition à la chapelle Saint-François du Couvent des franciscains, Paris[6]
- Automne 2018, exposition à la Maison Jules-Roy, Vézelay[7].